# George Butler Lloyd
George Butler Lloyd (8 janvier 1854 - 28 mars 1930) est un banquier britannique et un homme politique unioniste libéral.

## Biographie
George Butler Lloyd est né à Monkmoor Hall en 1854. Il est le fils aîné de William Butler Lloyd (1825-1874), un banquier de Monkmoor Hall, Shrewsbury et Preston Montford, Shropshire, et de sa femme Jane Amelia, qui est la cinquième fille du révérend George Hunt de Wadenhoe, Northamptonshire et sœur de George Ward Hunt, qui est ministre sous Benjamin Disraeli. Il fait ses études au Marlborough College et au St John's College de Cambridge. Il entre dans la société bancaire de sa famille, Burton, Lloyd and Company, qui est absorbée en 1886 par une autre banque de Shrewsbury, Rocke, Eyton and Company, pour former Eyton, Burton, Lloyd and Company, également connue sous le nom de Salop Old Bank, dont Lloyd devient associé sénior. En 1907, elle est rachetée par la Capital and Counties Bank, qui en fait un administrateur. À son tour, la banque est reprise en 1918 par Lloyds Bank Limited, qui le nomme administrateur. Il est également directeur de la succursale de Birmingham de la Northern Assurance Company Ltd et vice-président de la Sentinel Waggon Works Ltd de Shrewsbury.
Butler Lloyd est magistrat pour le comté de Shropshire et l'arrondissement de Shrewsbury et occupe des postes dans un certain nombre d'autres organes, notamment président du comité d'éducation de l'arrondissement de Shrewsbury en 1907, gouverneur de Shrewsbury School, trésorier adjoint de la Royal Salop Infirmary, trésorier de l'Atcham Poor Law Union, de la Shropshire and West Midlands Agricultural Society et secrétaire de la South Shropshire Hunt. Butler Lloyd est maire de Shrewsbury en 1886-1887 et 1888-1889 et échevin du Shrewsbury Borough Council de 1909 à 1920. Il est également membre du Shropshire County Council, au sein duquel il représente le Shrewsbury Welsh Ward de 1912 à 1925. Il est élu député de Shrewsbury, alors circonscription d'arrondissement lors d'une élection partielle en 1913, à la suite du décès du précédent titulaire, Sir Clement Lloyd Hill. Il avait l'intention de ne rester que jusqu'aux élections générales suivantes, prévues au plus tard à la fin de 1915, et en février 1914, la candidature parlementaire de son parti est donnée à George Ambrose Lloyd, à l'époque député de West Staffordshire. Cependant, l'élection et la candidature de ce dernier sont empêchées par le déclenchement de la Première Guerre mondiale en août 1914. Lors de la première élection générale d'après-guerre de décembre 1918, George Ambrose Lloyd a été nommé gouverneur du Bengale tandis que Butler Lloyd se présente aux élections pour la nouvelle circonscription du comté qu'est devenu le siège de Shrewsbury, en tant que candidat de la Coalition. Il ne se représente pas aux élections générales de 1922.
Il épouse en 1880 Constance Mary, fille du colonel Richard Jenkins, défunt 1er Bengal Cavalry, et a deux fils et deux filles. Son domicile pendant la majeure partie de sa vie est à Shelton Hall, près de Shrewsbury. Butler Lloyd est décédé à Shelton Hall le 28 mars 1930 à l'âge de 76 ans et est enterré le 31 mars au cimetière général de Shrewsbury à Longden Road.